# Andrzej Duda (chemik)
Andrzej Duda (ur. 1950, zm. 18 kwietnia 2016) – polski chemik, profesor dr hab. specjalizujący się w chemii polimerów i biopolimerów, profesor Centrum Badań Molekularnych i Makromolekularnych PAN.

## Życiorys
Urodził się w 1950 roku. W latach 1970–1975 studiował na Wydziale Chemicznym Politechniki Łódzkiej. Od 1976 związany był z Centrum Badań Molekularnych i Makromolekularnych PAN w Łodzi, gdzie został przyjęty mimo bardzo dużej konkurencji. W 1985 doktoryzował się, promotorem jego pracy był prof. Stanisław Penczek. 26 maja 1997 uzyskał habilitację na podstawie pracy Odwracalna dezaktywacja aktywnych centrów w polimeryzacji cyklicznych estrów. Efektem jego prac było rozwiązanie wielu zagadnień związanych z polimeryzacją ε-kaprolaktonu i laktydu.
Od lat dziewięćdziesiątych był członkiem komitetu redakcyjnego czasopisma „Polimery”. W latach 1996–2002 był profesorem wizytującym na Université Pierre et Marie Curie w Paryżu, belgijskich uniwersytetach w Mons i w Liège oraz japońskim Uniwersytecie Kiotyjskim. W latach 2001–2004 był kierownikiem projektu badawczego „Jednolity mechanizm kowalencyjno-koordynacyjnej polimeryzacji cyklicznych estrów”. W latach 2001–2005 był przewodniczącym Sekcji Polimerów Polskiego Towarzystwa Chemicznego. 16 listopada 2004 otrzymał tytuł profesora nauk chemicznych.
Był kierownikiem Zakładu Chemii Polimerów CBMiM PAN. W latach 2007–2013 był recenzentem co najmniej siedmiu prac doktorskich i habilitacyjnych. Był członkiem Komitetu Chemii PAN oraz członkiem Komisji Nauk Ścisłych NCN, a w roku 2010 został członkiem Rady NCN. Pełnił funkcję polskiego przedstawiciela European Polymer Federation. W 2009 zorganizował w Krakowie Sympozjum polimeryzacji jonowej.
Był współautorem ok. 100 publikacji w czasopismach naukowych i 10 rozdziałów w wydawnictwach książkowych. Do roku 2016 kilkanaście z jego publikacji było cytowane ponad sto razy, zaś pięć – ponad dwieście razy. Wśród prac tych można wymienić artykuł w prestiżowym „Nature” i rozdział „Sulfur Containing Polymers” w Encyclopedia of Polymer Science and Technology (1989) napisany na zaproszenie redakcji.
Zmarł 18 kwietnia 2016. Pochowany w Pabianicach.